# آکمورون
آکمورون (به لاتین: Akmurun) یک منطقهٔ مسکونی در روسیه است که در باشقیرستان واقع شده‌است.